# Dryosapromyza gigas
Dryosapromyza gigas är en tvåvingeart som först beskrevs av Ignaz Rudolph Schiner 1868.  Dryosapromyza gigas ingår i släktet Dryosapromyza och familjen lövflugor.
Artens utbredningsområde är Venezuela. Inga underarter finns listade i Catalogue of Life.